# Жан Ішбіа
Жан Давид Ішбіа (фр. Jean David Ichbiah, 25 березня 1940  Париж — 26 січня 2007) — французький вчений-програміст, головний розробник мови програмування Ada.

## Біографія
Ішбіа народився в Парижі 25 березня 1940 року. Він був французом у другому поколінні, онуком єврейських іммігрантів з Греції та Туреччини, тому під час Другої світової війни його сім'я була переховувалася на півдні Франції, щоб уникнути нацистських переслідувань.
Ішбіа закінчив престижну інженерну Політехнічну школу в Парижі. Після цього навчався у паризькій Школі мостів і доріг за спеціальністю «Цивільне будівництво». У 1964 році він одружився з Маріанною Клін та переїхав до Бостона в Массачусетський технологічний інститут, де підготував дисертацію з розбору мов програмування. Він здобув докторський ступінь у рекордно короткі терміни — два роки. Повернувшись до Франції в 1967 році, влаштувався на роботу до новоствореної компанії CII-Bull, якою керував президент де Голль.
Саме у Cll-Bull, а пізніше — у Honeywell, він став головним конструктором мови програмування Ada, яка була створена в кінці 1970-х і початку 80-х.
У 1980 році Жан Ішбіа заснував компанію ALSYS (мовні системи Ада — Ada Language Systems), де він став генеральним директором. Коли компанія зіткнулася з труднощами, він, не вагаючись, переїхав до Сполучених Штатів, де створив міжнародну команду з більш ніж ста вчених для впровадження Ади на повний спектр комп'ютерів. ALSYS має свої відділення в США, Франції, Англії, Німеччині та Японії. Як не дивно, але громадянином США Жан Ішбіа став лише у 2001 році.
Жан Ішбіа помер 26 січня 2007 року. Причиною смерті стала пухлина головного мозку.

## Розробки
Мова програмування Ада була стандартизована в 1983 році в Сполучених Штатах, а потім і на міжнародному рівні, включала в себе передові розробки і посприяла значній економії при розробці програмного забезпечення.
«Я дійсно вважаю себе архітектором року», сказав він в 1984 році в інтерв'ю американській ІТ-газеті ACM. «Моя робота не винаходити нові речі, це не науково-дослідницька робота, це були архітектурні роботи. Я повинен був об'єднати найкращі матеріали, щоб побудувати будинок, що найкраще відповідає вимогам користувача. Я бачу Аду як собор, де усі архітектурні лінії переплітаються гармонійним чином. Я б ніколи не зробив по-іншому, якщо я повинен був би зробити це знову».
«Він був потрібною людиною в потрібний час для проекту Міністерства оборони, такого як проектування однієї зі стандартних мови для американського уряду», сказав Жак Коен, професор комп'ютерних наук в університеті Брандейс. «Це була велика робота. Я не думаю, що це може статися знову, тому що були створені мови групами людей, але однією людиною… навряд чи».
Крім мови програмування Ада Ішбіа також відомий як автор розкладки клавіатури FITALY. Вона спеціально адаптована для сенсорного вводу. Назва FITALY походить від порядку літер, які знаходяться у другому рядку цієї клавіатури (аналогічно тому як назва стандартних клавіатур QWERTY походить від порядку літер у їх першому рядку).
Метою розробки даної розкладки була оптимізація введення тексту шляхом організації розміщення клавіш для мінімізації руху пальця, що дозволяє швидше вводити текст одним (порівняно з 10 пальцями, необхідними для ефективного введення на клавіатурі QWERTY). У порівнянні з 3-рядковими QWERTY клавіатурами, FITALY має 5 рядків з не більш ніж з 6 літерами в рядку (порівняно з 10 на QWERTY). Клавіші розташовані на основі окремих частот вживання літер в англійській мові та ймовірності переходів. Наприклад, десять літер у самому центрі (I, T, A, L, N, E, D, O, R, S) використовуються у 73 % раз при введенні тексту англійською мовою, а з літерами C, H, U, M їх відсоток використання доходить до 84 %.
Крім того доктор Ішбіа є засновником компанії Textware, яка займається розробкою програмного забезпечення для введення тексту для КПК та планшетних ПК.

## Нагороди
Доктор Жан Ішбіа нагороджений французьким орденом Почесного легіону і був членом Французької академії наук. Він також був нагороджений сертифікатом за відмінну службу від Міністерства оборони США за роботу у розробці Ада.